# Phreatia keysseri
Phreatia keysseri är en orkidéart som beskrevs av Rudolf Schlechter. Phreatia keysseri ingår i släktet Phreatia och familjen orkidéer. Inga underarter finns listade i Catalogue of Life.